# Campeonato Mundial de Ciclismo em Pista de 1984
O LXXXI Campeonato Mundial de Ciclismo em Pista celebrou-se em Barcelona (Espanha) entre 27 e 31 de agosto de 1984 baixo a organização da União Ciclista Internacional (UCI) e a Real Federação Espanhola de Ciclismo.
As competições realizaram-se no Velódromo de Horta da cidade catalã. Ao todo disputaram-se nove provas, doze masculinas (cinco profissionais e dois amador) e duas femininas.

## Medalhistas

### Masculino profissional
| Evento                 | Ouro                              | Prata                       | Bronze                             |
| ---------------------- | --------------------------------- | --------------------------- | ---------------------------------- |
| Velocidade individual  | Koichi Nakano · Japão             | Ottavio Dazzan · Itália     | Yavé Cahard · França               |
| Perseguição individual | Hans-Henrik Ørsted · Dinamarca    | Anthony Doyle · Reino Unido | Jean-Luc Vandenbroucke · Bélgica   |
| Carreira por pontos    | Urs Freuler · Suíça               | Gary Sutton · Austrália     | Henry Rinklin · Alemanha Ocidental |
| Keirin                 | Robert Dill-Bundi · Suíça         | Ottavio Dazzan · Itália     | Urs Freuler · Suíça                |
| Meio fundo             | Horst Schütz · Alemanha Ocidental | Max Hürzeler · Suíça        | Constant Tourné · Bélgica          |

### Masculinoamador
| Evento     | Ouro                                                 | Prata                                    | Bronze                                  |
| ---------- | ---------------------------------------------------- | ---------------------------------------- | --------------------------------------- |
| Meio fundo | Jan de Nijs · Países Baixos                          | Roberto Dotti · Itália                   | Ralf Stambula · Alemanha Ocidental      |
| Tándem     | Alemanha Ocidental · Frank Weber · Hans-Jürgen Greil | França · Philippe Vernet · Franck Dépine | Itália · Vincenzo Ceci · Gabriele Sella |

### Feminino
| Evento                 | Ouro                               | Prata                           | Bronze                     |
| ---------------------- | ---------------------------------- | ------------------------------- | -------------------------- |
| Velocidade individual  | Connie Paraskevin · Estados Unidos | Erika Salumäe · União Soviética | Zhou Suying · China        |
| Perseguição individual | Rebecca Twigg · Estados Unidos     | Jeannie Longo · França          | Rossella Galbiati · Itália |

## Medalheiro
| Ordem | País               | Medalha de ouro | Medalha de prata | Medalha de bronze | Total |
| ----- | ------------------ | --------------- | ---------------- | ----------------- | ----- |
| 1     | Suíça              | 2               | 1                | 1                 | 4     |
| 2     | Alemanha Ocidental | 2               | 0                | 2                 | 4     |
| 3     | Estados Unidos     | 2               | 0                | 0                 | 2     |
| 4     | Dinamarca          | 1               | 0                | 0                 | 1     |
| 4     | Japão              | 1               | 0                | 0                 | 1     |
| 4     | Países Baixos      | 1               | 0                | 0                 | 1     |
| 7     | Itália             | 0               | 3                | 2                 | 5     |
| 8     | França             | 0               | 2                | 1                 | 3     |
| 9     | Austrália          | 0               | 1                | 0                 | 1     |
| 9     | Reino Unido        | 0               | 1                | 0                 | 1     |
| 9     | União Soviética    | 0               | 1                | 0                 | 1     |
| 12    | Bélgica            | 0               | 0                | 2                 | 2     |
| 13    | China              | 0               | 0                | 1                 | 1     |
|       | TOTAL              | 9               | 9                | 9                 | 27    |